# Томское артиллерийское училище
Ордена Красной Звезды Томское артиллерийское училище — военно-учебное заведение, основанное 3 января 1920 года, осуществлявшее подготовку офицерских кадров для Артиллерийских войск. Расформировано 23 августа 1965 года и на его базе было создано Томское высшее военное командное училище связи.

## История
3 января 1920 года Приказом 5-й армии  №148 было образованы Томские артиллерийские командные курсы. 13 июля этого года 	состоялся первый выпуск командиров-артиллеристов для РККА. 1 мая 1921 года приказом РВСР № 2900 на базе Томских артиллерийских командных курсов была создана 6-я Томская артиллерийская школа с трёхгодичным сроком обучения. 15 сентября 1930 года «за подготовке командиров-артиллеристов» от имени ЦИК СССР школе было вручено революционное Красное Знамя.
1 апреля 1937 года Приказом Народного комиссара обороны СССР на базе 6-й Томской артиллерийской школы было создано Томское артиллерийское училище. В 1938 году выпускники училища были участниками Хасанских боёв, в 1939 году —
боёв на Халхин-Голе и Советско-финской войны, за эту компанию первыми выпускниками Героями Советского Союза стали М. П. Кутейников и И. Ф. Спиряков. 16 августа 1941 года  Приказом командующего Сибирского военного округа № 0168 Томское артиллерийское училище было переименовано в Первое Томское артиллерийское училище.
С 1941 по 1945 год в период Великой Отечественной войны Первое Томское артиллерийское училище осуществляло подготовку командирских кадров по сокращённой учебной программе, в период войны из училища на фронт было осуществлено двадцать девять выпусков офицеров-артиллеристов. Помимо обучения преподавательский и курсантский состав училища воевал на фронтах войны. С 1941 года большая группа выпускников училища, из которых состояло несколько дивизионов в составе 24-й армии участвовала в Смоленском сражении. С сентября 1941 года в составе 166-й стрелковой дивизии, 289-го противотанкового артиллерийского полка 316-я стрелковой дивизии находились  преподаватели и курсанты томского артиллерийского училища, которые в составе этих войск участвовали в битве за Москву. В 1942 году из состава курсантов и преподавателей был сформирован командный состав для 328-го Томского добровольческого артиллерийского полка в составе 150-й стрелковой дивизии. В 1942 году в боях за Перекоповку выпускник училища И. З. Шуклин был удостоен звания Герой Советского Союза. С 1943 по 1944 год за подвиги, совершенные в боях под Курском, на Донбассе и при форсировании Днепра, шестнадцати выпускникам училища было присвоено звание Героя Советского Союза.
В 1945 году в боях за освобождение Польши и взятием Берлина отличились пять выпускников училища: М. Н. Горский, В. Б. Миронов, В. Я. Горбачёв, Н. Г. Фёдоров и А. П. Шилин удостоенный вторично этого звания. В период войны более пятидесяти четырёх выпускников училища были удостоены звания Героя Советского Союза. С 1941 по 1945 год за период войны училищем было выпущено 5810 выпускников и сделано двадцать шесть выпусков
14 марта 1945 года Указом Президиума Верховного Совета СССР «в ознаменовании 25-й годовщины училища, за выдающиеся успехи в подготовке офицерских кадров артиллерии для Красной Армии и боевые заслуги перед Родиной» Первое Томское артиллерийское училище было награждено Орденом Красной Звезды. 4 сентября 1947 года Приказом Министра вооружённых сил СССР № 059  1-е Томское артиллерийское ордена Красной Звезды училище переименовано в Томское ордена Красной Звезды артиллерийское училище, в состав училища вошло Второе Томское артиллерийское училище, созданное в 1939 году как Томские артиллерийские курсы усовершенствования командного состава.
11 августа 1949 года Директивой Генерального штаба Вооруженных сил СССР № ОРГ/10/110845 Томское ордена Красной Звезды артиллерийское училище было реорганизовано в Томское ордена Красной Звезды зенитное артиллерийское училище, для подготовки офицеров зенитной артиллерии. 8 декабря 1949 года Приказом министра Вооруженных сил СССР № 00248 был установлен день создания Томского артиллерийского училища — 14 марта 1920 года. В октябре 1950 года был произведён первый выпуск офицеров-зенитчиков. 4 августа 1958 года директивой главнокомандующего Сухопутных войск СССР № ОЩ/5/268693 училище реорганизовано в Томское ордена Красной Звезды командное военное зенитно-ракетное училище, с трёхлетним сроком обучения. В 1960 году был произведён первый выпуск офицеров-ракетчиков. С 1920 по 1965 год за период своего существования училищем было подготовлено более десяти тысяч офицеров-артиллеристов, из которых 46 человек были удостоены звания Герой Советского Союза, а 67 человек стали генералами, из которых два человека стали маршалами артиллерии П. Н. Кулешов и Е. В. Бойчук.
23 августа 1965 года Постановлением СМ СССР Томское ордена Красной Звезды артиллерийское училище по подготовке командно-технического состава наземной ракетной артиллерии было реорганизовано и вошло в состав созданного на его базе Томского высшего военного командного училища связи, по преемственности получившее орден Красной Звезды артиллерийского училища.

## Награды института
(УПВС СССР от 14.03.1945)

## Начальники
- Страндстрем, Владимир Александрович (1925—1933)
- Сергеев, Иван Павлович (1933—1936)
- Старостин, Константин Иванович (1936—1942)
- Дульщиков, Леонид Иванович (1942—1944)
- Иванов, Владимир Александрович (1944—1947)
- Цивчинский, Виктор Гаврилович (1947—1949)
- Клочко, Александр Данилович (1949—1955)
- Микитенко, Трофим Александрович (1955—1958)
- Клочко, Александр Данилович (1958—1963)
- Бабешко, Александр Александрович (1963—1964)
- Мезенцев, Василий Афанасьевич (1963—1964)
- Кулёв, Василий Яковлевич (1965)[4]

## Известные преподаватели
- Толстой, Иван Федосеевич[4]

## Известные выпускники
С учётом истории Томского военного училища связи выпускниками данного учебного заведения стали свыше 18 тысяч офицеров-артиллеристов и офицеров связи, в том числе 6561 офицер-артиллерист — участник Великой Отечественной войны. Среди выпускников — 66 Героев Советского Союза (в том числе один дважды Герой), один Герой Российской Федерации, четыре Героя Социалистического Труда и два полных кавалера ордена Славы; два маршала и более 70 генералов.
- Шилин, Афанасий Петрович
- Кутейников, Михаил Петрович
- Спиряков, Иван Фёдорович
- Шуклин, Илья Захарович
- Борисов, Михаил Фёдорович
- Абросимов, Иван Александрович
- Бурцев, Дмитрий Петрович
- Волков, Михаил Иванович
- Горбачёв, Вениамин Яковлевич
- Миронов, Вениамин Борисович
- Фёдоров, Николай Григорьевич
- Горский, Михаил Николаевич
- Давыдов, Семён Семёнович
- Ражев, Константин Иванович
- Дерябин, Юрий Иванович
- Каюкин, Михаил Иванович
- Кошкаров, Григорий Никифорович
- Лахин, Григорий Родионович
- Кузнецов, Иван Лазаревич
- Чичкан, Фёдор Иванович
- Бакуров, Дмитрий Алексеевич
- Бараулин, Александр Адамович
- Волохов, Александр Николаевич
- Пахолюк, Иван Арсентьевич
- Плахотный, Николай Михайлович
- Песков, Дмитрий Михайлович
- Подневич, Валентин Афанасьевич
- Птухин, Александр Мефодьевич
- Петрюк, Василий Демидович
- Худяков, Виктор Леонидович
- Ольчев, Николай Данилович
- Романец, Степан Васильевич
- Рубленко, Иван Александрович
- Редковский, Николай Иванович
- Калинин, Павел Григорьевич
- Скрылёв, Виктор Васильевич
- Сапожников, Абрам Самуилович
- Сигаков, Дмитрий Ильич
- Смирнов, Василий Иванович
- Соломоненко, Иван Иванович
- Тимонов, Василий Николаевич
- Трифонов, Феоктист Андреевич
- Тюрин, Иван Григорьевич
- Чудинов, Пётр Алексеевич
- Черников, Иван Николаевич
- Чернышёв, Борис Константинович
- Шумаков, Георгий Евгеньевич
- Заварзин, Андрей Никитович
- Филоненко, Борис Николаевич
- Кулешов, Павел Николаевич
- Бойчук, Ефим Васильевич
- Кулик, Михаил Романович
- Шатохин, Александр Сергеевич[6][7][4][8]